# Benjamin Thompson
Benjamin Thompson hrabia Rumford (ur. 26 marca 1753 w Woburn, zm. 21 sierpnia 1814 w Auteuil w Paryżu) – amerykańsko-brytyjski fizyk, wynalazca i badacz zagadnień z dziedziny termodynamiki. Laureat Medalu Copleya.

## Życiorys

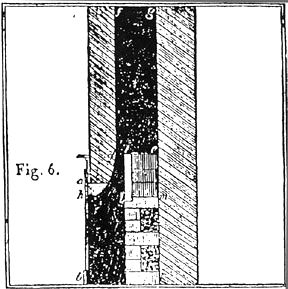
Przekrój kominka Rumford (1796)

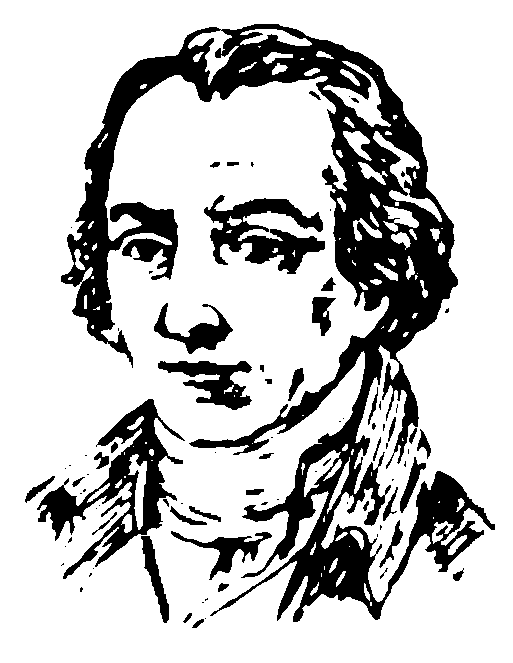
Wizerunek w Encyklopedii Orgelbranda

### Kariera
Wykształcenie odebrał na poziomie szkoły wiejskiej, ale wraz ze swoim starszym kolegą i sąsiadem z Woburn, Loammi Baldwinem, przychodził czasem do nieodległego Cambridge, gdzie w Harvard College słuchał wykładów prof. Johna Winthropa. W wieku lat 19 ożenił się z dobrze sytuowaną i mającą doskonałe koneksje Sarah Rolf; po wybuchu rewolucji amerykańskiej wziął w niej udział i dzięki powiązaniom rodzinnym żony z gubernatorem New Hampshire został majorem milicji amerykańskiej. Wkrótce jednak przeszedł (porzucając żonę) na stronę brytyjskich lojalistów, udzielając im ważnych informacji wojskowych na temat oddziałów rebeliantów, dzięki czemu stał się doradcą brytyjskiego generała T. Gage i lorda George Germain wicehrabiego Sackville. Służąc po stronie brytyjskiej kontynuował swoje rozpoczęte przed rewolucją doświadczenia fizyczne, w tym m.in. z prochem strzelniczym. Wyniki tych doświadczeń, opublikowane w 1781 w „Philosophical Transactions of the Royal Society”, pozwoliły mu (po przeprowadzce w wyniku zwycięstwa rewolucji amerykańskiej do Londynu) uzyskać reputację naukowca. W 1784 otrzymał tytuł szlachecki.
W 1785 wyjechał do Bawarii, gdzie został asystentem-sekretarzem (aide-de-camp) księcia Karola Wittelsbacha. Zajął się reorganizacją armii księstwa, a także stworzył domy pracy (Arbeitshaus) dla ubogich. W tym czasie opracował recepturę taniej i pożywnej potrawy dla ubogich, którą nazwano „zupą Rumforda”. Przebywając przez 11 lat w Bawarii kontynuował swe doświadczenia fizyczne z prochem, które poszerzyły jego zainteresowania o zagadnienia związane z ciepłem i właściwościami cieplnymi różnych materiałów.
Był też wynalazcą i racjonalizatorem. Opracował m.in. bardziej wydajne rozwiązania konstrukcji palenisk w kominkach i w piecach kuchennych, a także czajnik do parzenia kawy. Zarówno tanie i pożywne receptury potraw, wydajne paleniska, czajnik do kawy, jak i prace nad izolacyjnością materiałów (które posłużyły do opracowania wzorów ciepłej bielizny) znalazły zastosowanie m.in. w zaopatrzeniu i wyposażeniu wojskowym armii bawarskiej. Rezultatem jego obserwacji prowadzonych m.in. w arsenale w Monachium była opublikowana w „Philosophical Transactions of the Royal Society” praca pt. An Experimental Enquiry Concerning the Source of the Heat which is Excited by Friction (1798), w której opisał swoje spostrzeżenia dotyczące rozgrzewania się ciał wskutek tarcia. Praca ta przyczyniła się później do zakwestionowania ówczesnej teorii fluidu ciepła, z czego sam eksperymentator nie zdawał sobie sprawy. Był też pionierem fotometrii: jego zasługą było zunifikowanie zwykłej świecy tak, że później posłużyła ona do przyjęcia kandeli jako jednostki światłości.
Po wyjeździe z Bawarii kontynuował swe badania w Anglii i we Francji. W 1799 wspólnie z sir Josephem Banksem utworzyli w Londynie Royal Institution of Great Britain – organizację naukową, której pierwszym prezesem został Humphry Davy.

### Życie prywatne
W 1804 poślubił (jego poprzednia żona zmarła w Stanach Zjednoczonych) Marie-Anne Lavoisier, wdowę po francuskim chemiku, Antoine Lavoisierze, i osiedlił się w Paryżu; wkrótce rozstał się z żoną, ale pozostał we Francji aż do śmierci w 1814.

## Nagrody
Za swoją pracę dla księcia Bawarii otrzymał w 1791 tytuł hrabiego (Reichsgraf) Świętego Cesarstwa Rzymskiego. W 1792 Royal Society w Londynie wyróżniło go przyznawanym raz do roku od 1731 Medalem Copleya. Thompson był odznaczony Orderem Orła Białego.